# Jason Priestley
Jason Bradford Priestley (Vancouver, Columbia Británica; 28 de agosto de 1969) es un actor y director canadoamericano, conocido por haber interpretado a Brandon Walsh en la serie de FOX Beverly Hills, 90210 (1990-2000).

## Vida personal

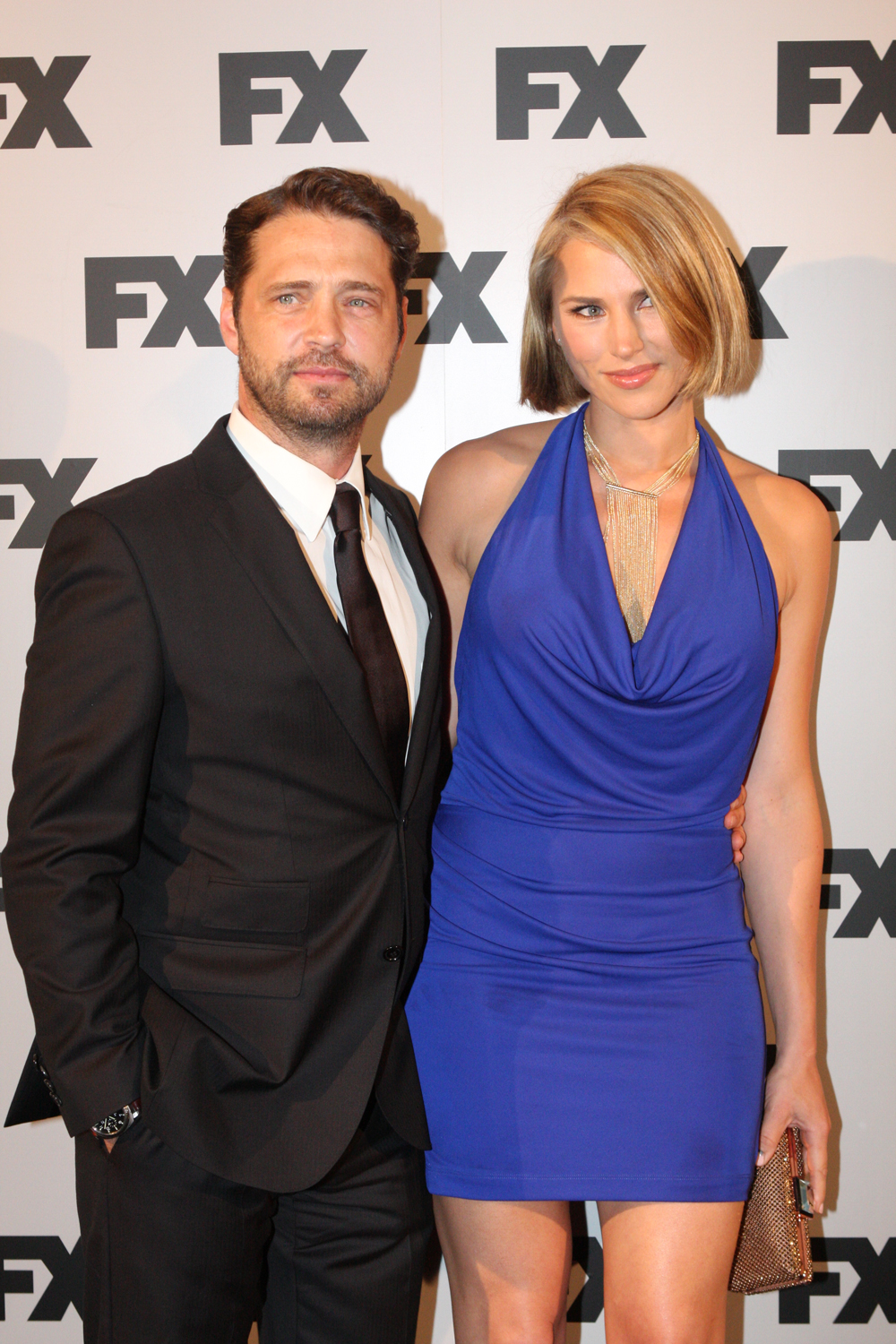
Jason Priestley con su esposa Naomi Lowde-Priestley (2012)

En 1998, Priestley «estrelló su Porsche en un poste telefónico en Hollywood Hills. Fue arrestado por conducir bajo los efectos del alcohol. Su licencia de conducir fue suspendida por un año, y tuvo que completar un programa de control de alcohol».
El 14 de mayo de 2005, Priestley se casó con la artista de maquillaje Naomi Lowde. El 2 de julio de 2007, la pareja tuvo una hija, Ava Veronica. El 13 de abril de 2009, Priestley anunció que él y su esposa estaban esperando su segundo hijo, que nació el 9 de julio de 2009 y, según los informes, se llama Dashiell Orson.
El 9 de julio de 2007, reveló en Late Night with Conan O'Brien que se había convertido en ciudadano americano varias semanas antes.
La hermana de Priestley, Justine, también es actriz, y apareció en un par de episodios de Melrose Place en 1996.
En 2013, la cadena de restaurantes Tim Hortons creó una nueva dona en honor de Priestley, titulada "The Priestley". Sin embargo, no se implementó a escala nacional.
El 6 de mayo de 2014, HarperOne publicó su autobiografía, Jason Priestley: A Memoir.

## Éxito mediático y social
Jason Priestley logró el estrellato mundial gracias a la serie  Beverly Hills 90210 (Sensación de Vivir). Junto a compañeros de reparto como Jennie Garth, Shannen Doherty, Brian Austin Green, Gabrielle Carteris, Tori Spelling, Ian Ziering, Luke Perry, Tiffani Thiessen, entre otros. La serie arrancó en 1990, desde ese momento y durante la década de los 90, fue considerado un icono juvenil por su innegable buena apariencia y por ser uno de los protagonistas de la serie más exitosa del momento. En dicha serie recibió dos grandes nominaciones por su interpretación del joven, pero al mismo tiempo responsable y optimista Brandon Walsh; sendas nominaciones se comprendieron en 1993 y 1995.
Una de sus actuaciones destacables fue en el film, Cold Blooded de 1995 donde encarna a un asesino a sangre fría junto a la actriz Kimberly Williams y otros destacados actores.
Desde 2007 es ciudadano americano.

## Filmografía

### Cine
| Año  | Título                                 | Papel                     | Dirección                            |
| ---- | -------------------------------------- | ------------------------- | ------------------------------------ |
| 1986 | The Boy Who Could Fly                  | Gary                      | Nick Castle                          |
| 1988 | Watchers                               | Boy on Bike               | Jon Hess                             |
| 1993 | Calendar Girl                          | Roy Darpinian             | John Whitesell                       |
| 1993 | Tombstone                              | Deputy Billy Breckinridge | George P. Cosmatos y Kevin Jarre     |
| 1995 | Coldblooded                            | Cosmo Reif                | Wallace Wolodarsky                   |
| 1997 | Love and Death on Long Island          | Ronnie Bostock            | Richard Kwietniowski                 |
| 1997 | Hacks                                  | The Dude                  | Gary Rosen                           |
| 1997 | Vanishing Point                        | The Voice                 | Charles Robert Carner                |
| 1998 | Conversations in Limbo (cortometraje)  | Policía                   | Paul Johansson                       |
| 1998 | The Thin Pink Line                     | Hunter Green              | Michael Irpino y Joe Dietl           |
| 1999 | Choose Life (cortometraje)             | DJ                        | Gregory Alosio                       |
| 1999 | Dill Scallion                          | Jo Joe Hicks              | Jordan Brady                         |
| 1999 | Standing on Fishes                     | Jason                     | Meredith Scott Lynn y Bradford Tatum |
| 1999 | Eye of the Beholder                    | Gary                      | Stephan Elliott                      |
| 2000 | Lion of Oz (voz)                       | Lion                      | Tim Deacon                           |
| 2000 | Herschel Hopper: New York Rabbit (voz) | Xavier                    | Larry Schwarz                        |
| 2000 | The Highwayman                         | Breakfast                 | Keoni Waxman                         |
| 2001 | Double Down                            | David                     | Mars Callahan                        |
| 2001 | The Fourth Angel                       | Davidson                  | John Irvin                           |
| 2002 | Darkness Falling                       | Michael Pacer             | Dominic Shiach                       |
| 2002 | Cherish                                | Andrew                    | Finn Taylor                          |
| 2002 | Cover Story                            | JC Peck                   | Eric Weston                          |
| 2002 | Time of the Wolf                       | Mr. Nelson                | Michael Haneke                       |
| 2002 | Fancy Dancing                          | Asa Gemmil                | Brock Simpson                        |
| 2003 | Die, Mommie, Die!                      | Tony Parker               | Mark Rucker                          |
| 2004 | Chicks with Sticks                     | Steve Cooper              | Kari Skogland                        |
| 2004 | Going the Distance                     | Lenny Swackhammer         | Mark Griffiths                       |
| 2006 | Hot Tamale                             | Jude                      | Michael Damian                       |
| 2006 | Made in Brooklyn                       | D.J.                      | Gregory Alosio                       |
| 2009 | The Last Rites of Ransom Pride         | John                      | Tiller Russell                       |
| 2013 | Enter the Dangerous Mind               | Dr. Dubrow                | Youssef Delara y Victor Teran        |
| 2015 | Zoom                                   | Dale                      | Pedro Morelli                        |

### Televisión
| Año       | Título                                          | Papel                           | Notas                                                                     |
| --------- | ----------------------------------------------- | ------------------------------- | ------------------------------------------------------------------------- |
| 1978      | Stacey                                          | Duncan                          | Película para televisión                                                  |
| 1987      | Airwolf                                         | Bobby                           | Episodio: "A Piece of Cake"                                               |
| 1987      | 21 Jump Street                                  | Tober / Brian Krompasick        | Episodios: "Mean Streets and Pastel Houses" & "Two for the Road"          |
| 1987      | Danger Bay                                      | Derek                           | Episodio: "Deep Trouble"                                                  |
| 1988      | MacGyver                                        | Danny                           | Episodio: "Blood Brothers"                                                |
| 1989      | Teen Angel                                      | Buzz Gunderson                  | Elenco principal (10 episodios)                                           |
| 1989      | Quantum Leap                                    | Pencil                          | Episodio: "Camikazi Kid - June 6, 1961"                                   |
| 1989-90   | Sister Kate                                     | Todd Mahaffey                   | Elenco principal (19 episodios)                                           |
| 1990      | Teen Angel Returns                              | Buzz Gunderson                  | Elenco principal (4 episodios)                                            |
| 1990-2000 | Beverly Hills, 90210                            | Brandon Walsh                   | Elenco principal (246 episodios)                                          |
| 1992      | Saturday Night Live                             | Presentador                     | Episodio: "Jason Priestley/Teenage Fanclub"                               |
| 1992      | Drexell's Class                                 | Teen Priest                     | Episodio: "Cruisin'"                                                      |
| 1992      | Eek! The Cat                                    | Bo Diddly Squat (voz)           | 6 episodios                                                               |
| 1994      | Kings Island 20th Anniversary Special           | Presentador                     | Especial de televisión                                                    |
| 1995      | Choices of the Heart: The Margaret Sanger Story | Narrador                        | Película para televisión                                                  |
| 1995      | Biker Mice from Mars                            | Jack McCyber (voz)              | Episodios: "Virtual Unreality" & "Hit the Road, Jack"                     |
| 1997      | Vanishing Point                                 | La voz                          | Película para televisión                                                  |
| 1997      | The Outer Limits                                | Anthony Szigetti                | Episodio: "New Lease"                                                     |
| 1998      | Superman: The Animated Series                   | Reep Daggle/Chameleon Boy (voz) | Episodio: "New Kids in Town"                                              |
| 2000      | Common Ground                                   | Billy                           | Película para televisión                                                  |
| 2000      | Homicide: The Movie                             | Det. Robert Hall                | Película para televisión                                                  |
| 2000      | The 11 O'Clock Show                             | Él mismo                        | 4 episodios                                                               |
| 2000      | Kiss Tomorrow Goodbye                           | Jarred                          | Película para televisión                                                  |
| 2001      | Spin City                                       | Scott                           | Episodio: "In the Company of Dudes"                                       |
| 2002      | Jeremiah                                        | Michael                         | Episodio: "...And the Ground, Sown with Salt"                             |
| 2002      | Tom Stone                                       | Doug                            | Episodio: "Little Bitty"                                                  |
| 2002      | Warning: Parental Advisory                      | Charlie Burner                  | Película para televisión                                                  |
| 2002      | The True Meaning of Christmas Specials          | Santa Dude                      | TV special                                                                |
| 2003      | 8 Simple Rules                                  | Carter Tibbits                  | Episodio: "Every Picture Tells a Story"                                   |
| 2004      | Rides                                           | Presentador                     | Documental                                                                |
| 2004      | I Want to Marry Ryan Banks                      | Ryan Banks                      | Película para televisión                                                  |
| 2004      | Sleep Murder                                    | Peter Radwell                   | Película para televisión                                                  |
| 2004      | Quintuplets                                     | Steve Chase                     | Episodio: "Thanksgiving Day Charade"                                      |
| 2004-05   | Tru Calling                                     | Jack Harper                     | Recurrente (temp. 1); elenco principal (temp. 2), 13 episodios            |
| 2005      | Colditz                                         | Flying Officer Rhett Barker     | Película para televisión                                                  |
| 2005      | Murder at the Presidio                          | Tom                             | Película para televisión                                                  |
| 2005      | What I Like About You                           | Charlie                         | Episodios: "The Perfect Date" & "Halloween"                               |
| 2005      | Snow Wonder                                     | Warren                          | Película para televisión                                                  |
| 2006      | Hockeyville                                     | Él mismo                        |                                                                           |
| 2006      | Love Monkey                                     | Mike Freed                      | Elenco principal, 8 episodios                                             |
| 2006      | Without a Trace                                 | Allen Davis                     | Crossroads                                                                |
| 2006      | Above and Beyond                                | Sir Frederick Banting           | Miniserie                                                                 |
| 2006      | Shades of Black: The Conrad Black Story         | Jeff Riley                      | Película para televisión                                                  |
| 2006      | Masters of Horror                               | Alan Alstein                    | Episodio: "The Screwfly Solution"                                         |
| 2007      | Subs                                            | Sr. Clayton                     |                                                                           |
| 2007      | Luna: Spirit of the Whale                       | Ted Jeffries                    | Película para televisión                                                  |
| 2007      | Medium                                          | Walter Paxton                   | Episodios: "Head Games", "Heads Will Roll" & "Everything Comes to a Head" |
| 2007      | Don't Cry Now                                   | Nick                            | Película para televisión                                                  |
| 2007      | Termination Point                               | Caleb Smith                     | Película para televisión                                                  |
| 2007      | Everest '82                                     | John Lauchlan                   | Miniserie                                                                 |
| 2007      | Side Order of Life                              | Ian Denison                     | Elenco principal, 13 episodios                                            |
| 2008      | The Other Woman                                 | Pete                            | Película para televisión                                                  |
| 2008      | My Name Is Earl                                 | Cousin Blake                    | Episodio: "Earl and Joy's Anniversary"                                    |
| 2008      | A Very Merry Daughter of the Bride              | William                         | Película para televisión                                                  |
| 2009      | Expecting a Miracle                             | Pete Stanhope                   | Película para televisión                                                  |
| 2009      | The Day of the Triffids                         | Coker                           | Miniserie                                                                 |
| 2010      | Haven                                           | Chris Brody                     | Recurring role, 6 episodes                                                |
| 2010-13   | Call Me Fitz                                    | Richard "Fitz" Fitzpatrick      | Lead role, 48 episodes                                                    |
| 2011      | Stephen King's Bag of Bones                     | Marty                           | Miniserie                                                                 |
| 2012      | Psych                                           | Clive                           | Episode: "Neal Simon's Lover's Retreat"                                   |
| 2013      | How I Met Your Mother                           | Él mismo                        | Episodio: "P.S. I Love You"                                               |
| 2013      | CSI: Crime Scene Investigation                  | Jack Witten                     | Episodio: "Frame by Frame"                                                |
| 2014      | Hot in Cleveland                                | Corey Chambers                  | Episodio: "Rusty Banks Rides Again"                                       |
| 2015      | Welcome to Sweden                               | Él mismo                        | Episodio: ""Ljuden"/"Searching for Bergman"                               |
| 2016      | Raising Expectations                            | Wayne Wayney                    | Elenco principal                                                          |
| 2016-2021 | Private Eyes                                    | Matt Shade                      | Elenco principal                                                          |